# Susan Abulhawa
Susan Abulhawa (arabsky سوزان أبو الهوى‎; * 3. června 1970) je palestinsko-americká spisovatelka, vědkyně a aktivistka. Její prvotina Jitra v Dženínu byla přeložena do 32 jazyků. Vzhledem k tomu, že se knihy prodalo přes milion kusů, Abulhawa se stala jednou z nejúspěšnějších palestinských spisovatelek historie. Její druhá kniha Modrá mezi nebem a vodou byla přeložena do 19 jazyků. Úspěch zaznamenala i její další kniha Against the Loveless World. Vedle spisovatelské kariéry je aktivistkou za lidská práva a práva zvířat. Založila také neziskovou organizaci Playgrounds for Palestine.

## Život

### Dětství a studia
Její rodiče pocházeli z předměstí At-Túr ve Východním Jeruzalémě. V roce 1967 se během šestidenní války stali uprchlíky. Její matka v té době studovala v Německu a Izrael jí zakázal návrat. rodiče se znovu shledali v Jordánsku, než odešli do Kuvajtu, kde se Susan Abulhawa v roce 1970 narodila. Její rodiče se krátce poté rozešli. V dětství se několikrát stěhovala. Do pěti let žila u strýce ve Spojených státech amerických. Poté několik let žila střídavě u příbuzných v Jordánsku a Kuvajtu. Ve věku mezi deseti a třinácti lety pobývala v jeruzalémském sirotčinci. Poté se vrátila do Spojených států amerických, kde krátce žila se svým otcem, než se dostala do pěstounské péče.
Studovala biologii na Pfeiffer University v Severní Karolíně a vystudovala magisterský obor neurovědy na University of South Carolina. Než se dala na dráhu spisovatelky, pracovala jako výzkumnice ve velké farmaceutické společnosti.

### Aktivismus
V roce 2001 založila neziskovou organizaci Playgrounds for Palestine. Cílem organizace je zajistit palestinským dětem právo na hraní si. Organizace proto buduje dětská hřiště v Palestině a v uprchlických táborech v Libanonu a Sýrii.
Zapojila se do hnutí BDS propagující ekonomický a politický tlak na Izrael. Byla také mluvčí za právo vysídlených Palestinců na návrat do svých domovů.
Izraelský režim přirovnala k jihoafrickému apartheidu.
V roce 2013 odmítla pozvání televizní stanice Al-Džazíra do diskuze o nakbě, které se dále měli účastnit tři nebo čtyři Izraelci. Producenti jí sdělili, že jako jediná pozvaná Palestinka by vyrovnávala diskuzi. Abulhawa na to v dopise odepsala: „Představte si, že by Německo nikdy neuznalo židovský holokaust. Představte si, že bychom žili v době, kdy by Židé stále bojovali za základní uznání svého utrpení. Pak si představte, že v den, kdy Židé pietně vzpomínají na své největší kolektivní zranění, by se televizní stanice rozhodly vysílat diskuzní pořady se syny a dcerami německých nacistů vyjadřující odlišné názory na to, zda a/nebo jak by se Německo mělo vypořádat s památkou genocidy spáchané jejich zemí. A představte si, samozřejmě, že pozvou „užitečného Žida“, který „vyváží“ takovou špatně načasovanou a celkově nevhodně připravenou veřejnou debatu.“

### Spisovatelství
Svá díla píše v angličtině, ačkoliv jejím mateřským jazykem byla arabština. Svou spisovatelskou kariéru začala jako esejistka a politická komentátorka pro noviny a média New York Daily News, Chicago Tribune, The Philadelphia Inquirer, The Internationalist nebo The Christian Science Monitor. Přispěla také do dvou antologií.
Její prvotina vyšla pod názvem The Scar of David v roce 2006. V roce 2010 byla znovuvydána pod názvem Mornings in Jenin. Jde o multigenerační rodinnou ságu, která se zabývá dopady izraelské okupace palestinských území. Kniha se stala bestsellerem, který byl přeložen do 32 jazyků včetně češtiny. Roku 2015 jí vyšla druhá kniha The Blue Between Sky and Water. Kniha je o rodině, lásce a ztrátě a odehrává se v Gaze. V roce 2020 následovala třetí kniha Against the Loveless World. Obě sklidily čtenářský i odborný úspěch.
V roce 2013 vydala svou první sbírku poezie nazvanou My Voice Sought the Wind.

## Česká vydání
- Jitra v Dženínu (2013, v nakladatelství Knižní klub)
- Modrá mezi nebem a vodou (2015, v nakladatelství Plus)